# Léon (Landes)
Léon ist eine französische Gemeinde mit 2182 Einwohnern (Stand 1. Januar 2022) im Département Landes in der Region Nouvelle-Aquitaine.
Die Ortschaft lebt vor allem vom Tourismus, es gibt ein Touristeninformationszentrum und einige typische Touristenziele. So liegt es in der Nähe des Atlantiks und eines Sees (Étang de Léon), wo verschiedene sportliche Aktivitäten ausgeübt werden können. In den Sommermonaten gibt es einen täglichen Markt.

## Bevölkerungsentwicklung

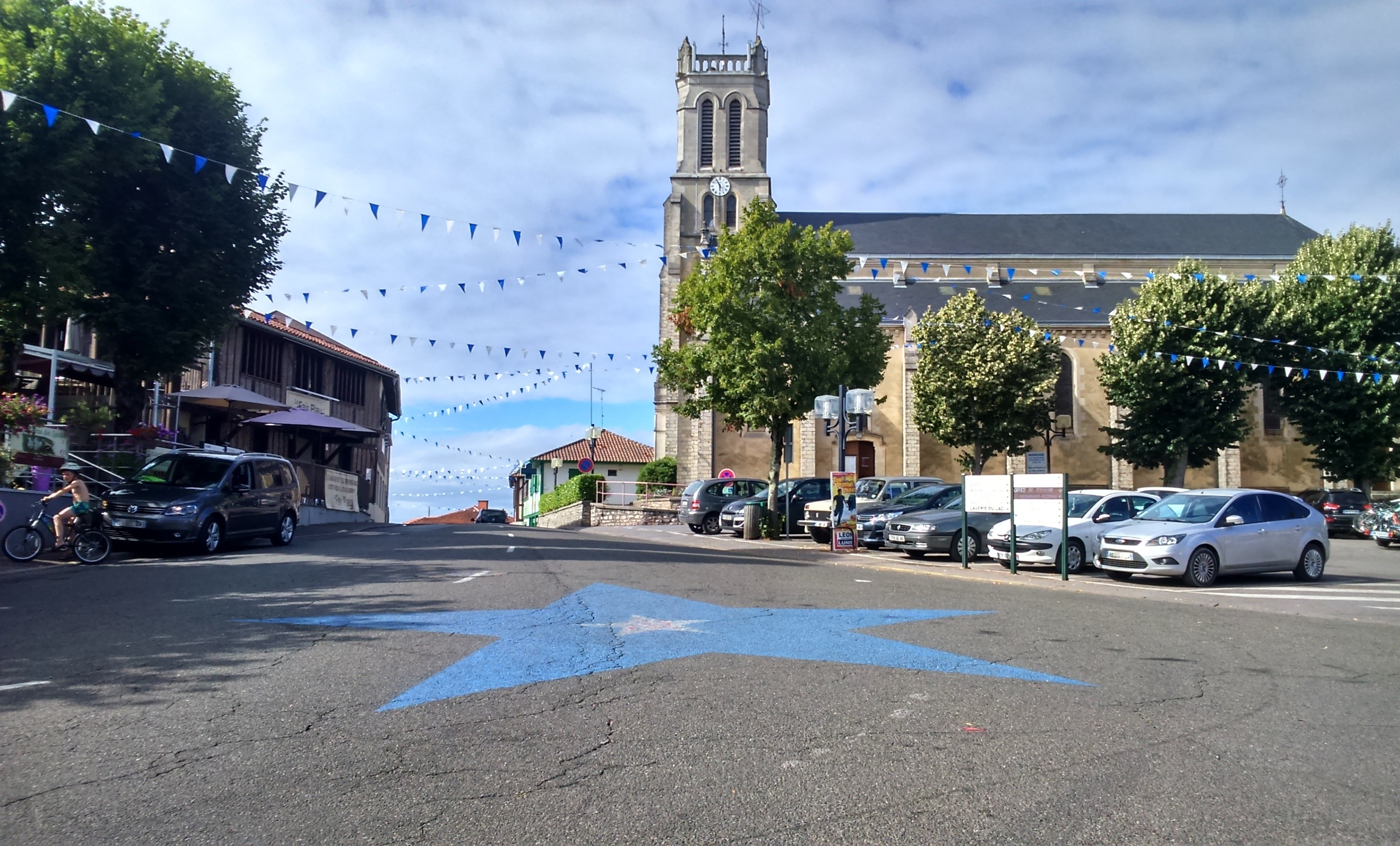
Kirche Saint-Saturnin

| 1962 | 1968 | 1975 | 1982 | 1990 | 1999 | 2007 | 2017 |
| ---- | ---- | ---- | ---- | ---- | ---- | ---- | ---- |
| 1162 | 1189 | 1258 | 1363 | 1330 | 1453 | 1695 | 1940 |